# Estornell de la Micronèsia
L'estornell de la Micronèsia (Aplonis opaca) és un ocell d'Oceania de la família dels estúrnids que pobla diverses illes de Micronèsia. El seu estat de conservació es considera de risc mínim.